# T100

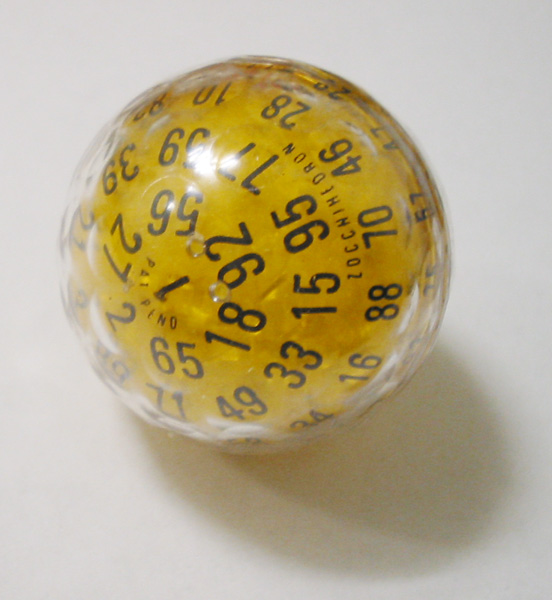
En hundrasidig tärning.

T100, också kallat procentslag, är ett särskilt tärningsslag som ger ett tal från 1 till 100. Procentslaget är det viktigaste tärningsslaget i rollspel som är baserade på Basic Role-Playing.
Talet slås vanligen med två tiosidiga tärningar (numrerade från 0 till 9) där den ena tärningens utfall får vara tiotalssiffran och den andra entalssiffran. Utfallet 0, 0 betyder 100. För att det ska framgå vilken tärning som står för tiotalet är den ena tärningen ibland numrerad från 00 till 90.
Åtminstone fram till 1980-talet var det vanligt att använda tjugosidiga tärningar med värdena 0–9 två gånger. Det har också konstruerats hundrasidiga tärningar som dock är inte helt regelbundna (icke-platonska kroppar). Dessa har inte vunnit någon vidare popularitet eftersom antalet sidor gör att de rullar långt och det är svårt att avgöra vilken sida som är uppåt och därmed läsa av värdet.

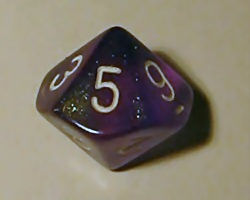
Två tiosidiga tärningar används ofta för att slå ett T100-slag.